# Antoni Przybylski (astronom)
Antoni Przybylski (ur. w 1913 w Rogoźnie, zm. 21 września 1985) – polsko-australijski astronom. Znany z odkrycia gwiazdy nazwanej na jego cześć. 

## Biografia
W latach 30. XX-wieku, Przybylski studiował na Uniwersytecie Poznańskim oraz badał komety w tamtejszym obserwatorium.
Po wybuchu drugiej wojny światowej dołączył do Armii Krajowej i bronił Warszawy jako oficer artylerii, gdzie został pojmany i internowany w Meklemburgii. W 1941 roku zbiegł do domu rodziców w Polsce, jednak ryzyko złapania przez gestapo było zbyt duże i zdecydował się wyruszyć do Szwajcarii. W Szwajcarii został studentem, a następnie wykładowcą na Politechnice Federalnej w Zurychu. Tam został doktorem nauk technicznych, broniąc pracę pod tytułem „Oznaczanie tlenu w miedzi.
W 1950 roku przybył do Australii na pokładzie SS Goya. Początkowe miesiące spędził, pracując fizycznie pomagając przy instalacji telefonów dla Poczty Głównej w Melbourne. Jego prace naukowe przykuły uwagę Richarda Woolley'a, który zaproponował mu pracę w Obserwatorium Mount Stromlo. Woolley dał Przybylskiemu stypendium i został promotorem jego drugiego doktoratu, który otrzymał w 1954 roku za pracę dotyczącą teorii atmosfery słonecznej.
W 1957 roku Bart Bok zastąpił Woolley'a na stanowisku dyrektora obserwatorium i zarządził, aby każdy teoretyk uczestniczył w praktycznej obserwacji. To bezpośrednio przyczyniło się do odkrycia przez Przybylskiego, że gwiazda HD 101065 (później nazwana jego nazwiskiem) ma specyficzne widmo, które nie mieści się w ramach standardowej klasyfikacji gwiazd. Po odejściu na emeryturę z Mount Stromlo, Przybylski żył w college'u Jana XXIII Australijskiego Uniwersytetu Narodowego, gdzie kontynuował swoją naukę, tym razem studiując botanikę, zoologię i geologię. W 1984 roku, w wieku 71 lat, otrzymał licencjat z nauk przyrodniczych.